# Pseudonicsara lita
Pseudonicsara lita är en insektsart som först beskrevs av Morgan Hebard 1922.  Pseudonicsara lita ingår i släktet Pseudonicsara och familjen vårtbitare. Inga underarter finns listade i Catalogue of Life.